# شهرستان داگلاس (مینه‌سوتا)
شهرستان داگلاس، مینه‌سوتا (به انگلیسی: Douglas County, Minnesota) شهرستانی در ایالات متحده آمریکا است که در مینه‌سوتا واقع شده‌است.